# Projectontwikkeling

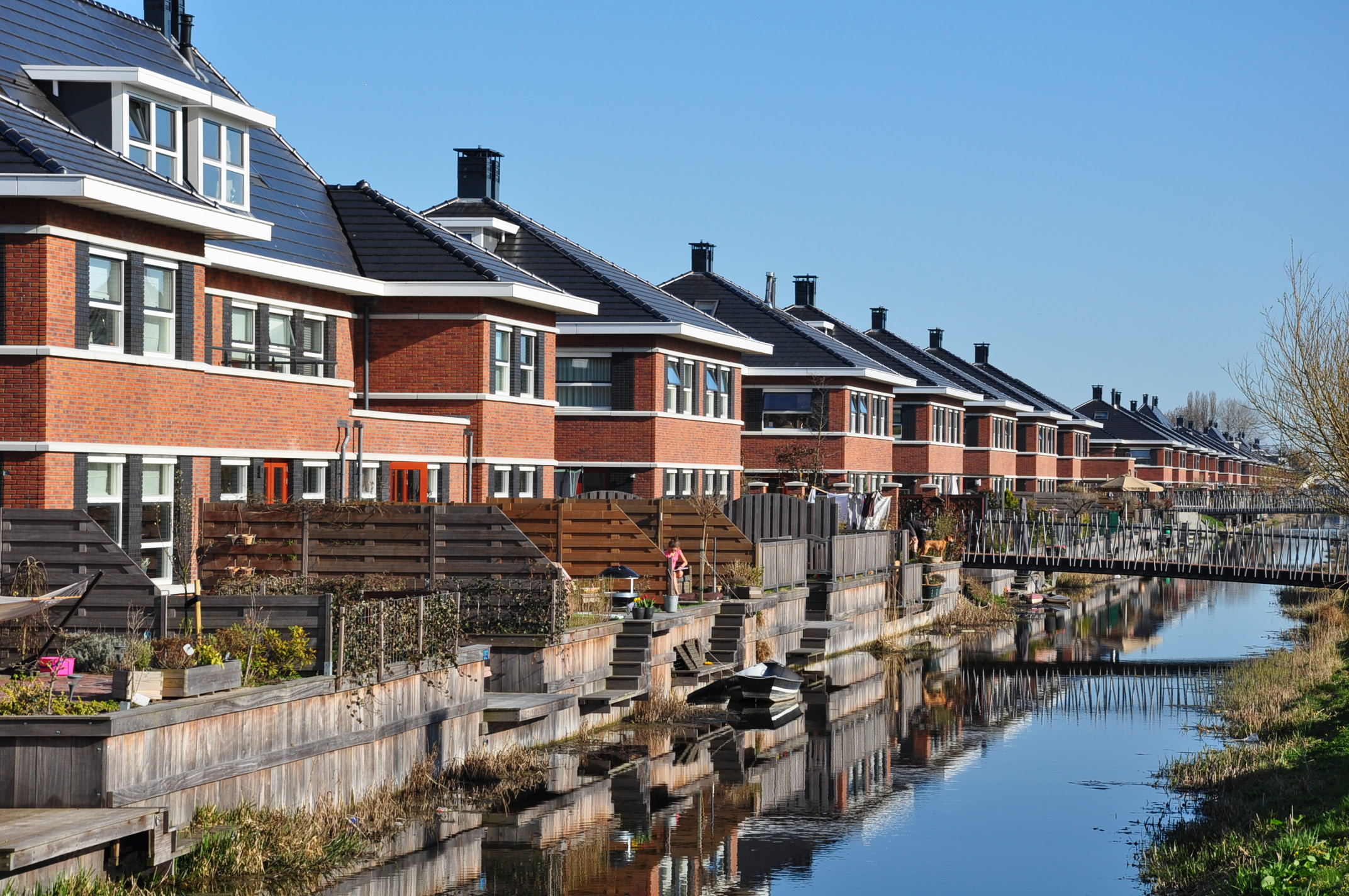
Boekelermeerstraat, Den Haag

Projectontwikkeling is het proces waarbij grond, geld en gebruikers bijeen gebracht worden om een bouwwerk te realiseren. Een projectontwikkelaar neemt de bijbehorende risico's voor de klant over en levert het bouwproject na ingebruikname over aan de huurder/koper.
Een belangrijk bestaansrecht van de projectontwikkelaar is het overnemen van de risico's die betrokken zijn bij het proces voor de klant. Hierbij kunnen drie risico's worden onderscheiden:
- Marktrisico's hebben betrekking op de financiële gevolgen van gewijzigde marktomstandigheden tijdens het vaak langdurige ontwikkelingsproces. De belangrijkste marktrisico's zijn het verhuurrisico en het afzetrisico. Verhuurrisico is het risico dat bijvoorbeeld een kantoorgebouw niet, of tegen een lagere prijs verhuurd kan worden. Het afzetrisico betreft het risico dat bijvoorbeeld woningen niet, of voor een tegenvallende prijs verkocht kunnen worden. Vanzelfsprekend zijn beide nauw met elkaar verbonden.
- Prijsrisico's hebben betrekking op het risico dat de investering hoger uitvalt dan begroot. De belangrijkste risico's in dit verband liggen bij verwervingskosten voor de grond, de kosten van een eventueel noodzakelijke grondsanering, de bouwkosten en de rentekosten.
- Ontwikkelingsrisico's hebben betrekking op het risico dat het ontwikkelingsproces niet kan worden afgemaakt of pas na forse onvoorziene vertraging. Zo kan bijvoorbeeld een bestemmingsplan niet altijd worden gewijzigd of een bouwvergunning niet worden verleend. Bij grote vertragingen kunnen vooral de rentelasten zeer sterk toenemen.

De projectontwikkelaar is vaak een onafhankelijk bedrijf dat zich toelegt op het ontwikkelen van gebruiksconcepten en de feitelijke bouw aan derden uitbesteedt. Ook komen projectontwikkelingsmaatschappijen voor die deel uitmaken van een bouwconcern (de zogenaamde ontwikkelende bouwers). Een aantal Nederlandse ontwikkelende bouwers zijn Dura Vermeer, Van Wijnen, Heijmans, Volker Wessels Bouw en BAM Woningbouw.

## NEPROM
De meeste grote Nederlandse ontwikkelaars zijn aangesloten bij de Vereniging van Nederlandse Projectontwikkeling Maatschappijen (NEPROM). Deze vereniging is in 1974 opgericht en wil de samenwerking bevorderen tussen overheid en ontwikkelaars bij de totstandkoming van vastgoedprojecten. De NEPROM hanteert toelatingscriteria voor de leden en zij dienen de Gedragscode van de NEPROM na te leven. De NEPROM telt zo'n 50 leden die meer dan de helft van alle nieuwbouwwoningen, en renovatie en nieuwbouw van kantoorruimte of winkelcentra realiseren.